# H7N1
H7N1은 종종 조류 독감 바이러스라고도 부르는 인플루엔자바이러스 A형의 아형이다.
H7N1은 1972년 검은머리방울새에서 처음 분리되었다.
H7N1의 고병원성 변종 균주는 수많은 농장에 널리 확산되어 독감을 유행시켰으며, 그 결과 1999년 이탈리아의 칠면조들에게 감염되어 큰 경제적 손실을 입혔다.